# Toninho Guerreiro
Antônio Ferreira, mais conhecido como Toninho Guerreiro (Bauru, 10 de agosto de 1942 — São Paulo, 26 de janeiro de 1990), foi um futebolista brasileiro.
A raça e a extrema dedicação nos treinos e jogos transformaram Antonio Ferreira em Toninho Guerreiro. Fez história no Santos e no São Paulo. Depois de Coutinho, foi o parceiro de Pelé que mais fez sucesso no Santos.

## Biografia
Nasceu numa terça-feira, filho do casal Arthur Ferreira e Rosa Carrara Ferreira. Sua mãe gostaria que seu filho trabalhasse na Companhia Paulista de Estradas de Ferro.
Aos dezenove anos, estreou no Noroeste, onde jogou entre 1960 e 1962. Naquele ano de 1962, o jovem centroavante dividiu a quarta colocação entre os artilheiros do Campeonato Paulista, com 23 gols.
No final do ano, foi levado ao Santos por cem mil cruzeiros. A estreia com a camisa do Peixe foi no dia 16 de fevereiro de 1963, substituindo Pagão, contra o Vasco da Gama, no Maracanã, partida válida pelo Torneio Rio-São Paulo que terminou empatada por 2 a 2. Antes de se firmar como titular com a camisa 9 do Santos, Toninho ficou na reserva de Coutinho, só entrando quando o colega de time ficou fora da equipe por contusão.
No Campeonato Paulista de 1966, quebrou a sequência de Pelé, que vinha como artilheiro máximo do campeonato desde 1957. Toninho marcou 38 gols, e Pelé, 36. Também foi o artilheiro da Taça Brasil, com 11 gols, e o artilheiro santista na temporada, com 67 tentos. Já no ano de 1968, foi artilheiro do Campeonato Brasileiro (Robertão), com 18 gols, e também o artilheiro santista no ano, com 91 gols.
Um dos seus gols mais famosos foi marcado na Vila Belmiro, em 9 de março de 1968, na goleada contra o Botafogo de Ribeirão Preto por 5 a 1. O ponta-direita Kaneko deu uma carretilha no marcador e cruzou na medida exata para o artilheiro mandar, de calcanhar, às redes adversárias.
A última partida de Toninho Guerreiro pelo Santos ocorreu em 24 de junho de 1969, quando marcou também um de seus gols mais importantes, ao aproveitar o rebote do goleiro Bordon, depois de uma falta cobrada por Pelé. Esse gol, contra a Internazionale de Milão, no estádio San Siro, deu o título da Recopa Mundial ao Peixe.
No Alvinegro Praiano, ele jogou 373 partidas e marcou 313 gols, entre 1963 e 1969. É o quarto maior artilheiro da história santista. Ganhou quinze títulos oficiais, dos quais os mais importantes foram a Copa Libertadores e o Mundial Interclubes de 1963, os Brasileiros de 1964, 1965 e 1968 e as Recopas Sul-Americana e Mundial de 1968, além dos Paulistas de 1964, 1965, 1967, 1968 e 1969.
No segundo semestre de 1969, foi negociado com o São Paulo por oitocentos mil cruzeiros novos. O São Paulo não conquistava um título desde 1957, e Toninho ajudaria o clube a sair da fila, além de faturar a artilharia do Paulista de 1970, com treze gols. Em sua passagem pelo São Paulo, Toninho atuou em 170 jogos (oitenta vitórias, 51 empates, 39 derrotas) e marcou 126 gols. Sua permanência no Tricolor duraria até o fim de 1973.
Depois, teve breve passagem pelo Flamengo. Já com um futebol em decadência, jogou, sem muito destaque, no Operário e acabou encerrando a carreira em sua cidade-natal em 1975, no time do Noroeste, aos 33 anos de idade.
Foi definido pela revista Placar como "um centroavante que fica andando pelo campo e, de repente, com um chute maluco, mete um gol". Ficou conhecido como o único pentacampeão do campeonato paulista: ganhou três vezes seguidas pelo Santos (1967, 1968 e 1969) e, logo na sequência, duas vezes pelo São Paulo (1970 e 1971).
Segundo contava, deixou de ir à Copa do Mundo de 1970, no México, quando os médicos lhe diagnosticaram uma "sinusite". Isso teria sido, na verdade, um pretexto para a convocação em seu lugar do jogador Dadá Maravilha (ex-Atlético Mineiro), em atendimento a um "desejo" do então presidente da época, Emílio Garrastazu Médici. Na Seleção Brasileira, jogou duas partidas e marcou quatro gols.
Ao se aposentar, Toninho passou a vender amortecedores em uma retífica no bairro da Lapa, na Zona Oeste de São Paulo.
Toninho Guerreiro faleceu na manhã de 26 de janeiro de 1990, vítima de um derrame cerebral, após ter ficado internado no Hospital São Camilo, em São Paulo. Ele tinha 47 anos,ao todo em sua carreira foram 487 gols em 578 jogos.

## Títulos
Santos
- Copa Intercontinental: 1963
- Recopa Intercontinental: 1968
- Taça Libertadores da América: 1963
- Supercopa Sulamericana dos Campeões Intercontinentais: 1968
- Campeonato Brasileiro: 1964, 1965 e 1968
- Torneio Rio-São Paulo: 1963, 1964 e 1966
- Campeonato Paulista: 1964, 1965, 1967, 1968 e 1969

São Paulo
- Campeonato Paulista: 1970 e 1971[6]

## Artilharia
- Recopa dos Campeões Intercontinentais: 1968 (3 gols)
- Taça Libertadores da América: 1972 (6 gols)
- Campeonato Brasileiro de Futebol: 1966 (10 gols) e 1968 (18 gols)
- Campeonato Paulista: 1966 (27 gols), 1970 (13 gols) e 1972 (17 gols)

## Recordes
- Único pentacampeão paulista da história do futebol: 1967 a 1971
- Quarto maior artilheiro da história do Santos Futebol Clube (283 gols)
- Nono maior artilheiro do Santos no Torneio Rio-São Paulo (10 gols)